# امبير لين
امبير لين (بالإنجليزية: Amber Lynn)‏ مواليد 3 سبتمبر 1964 في أورنج، كاليفورنيا، الولايات المتحدة، هي ممثلة أمريكية.

## وصلات خارجية
- امبير لين على موقع IMDb (الإنجليزية)
- امبير لين على موقع ميوزك برينز (الإنجليزية)
- امبير لين على موقع قاعدة بيانات الأفلام السويدية (السويدية)
- امبير لين على موقع إن إن دي بي (الإنجليزية)
- امبير لين على موقع ديسكوغز (الإنجليزية)
- امبير لين على موقع قاعدة بيانات الفيلم (الإنجليزية)
- امبير لين على موقع كينوبويسك (الروسية)